# Placidium fingens
Placidium fingens är en lavart som först beskrevs av Breuss, och fick sitt nu gällande namn av Breuss. Placidium fingens ingår i släktet Placidium och familjen Verrucariaceae.   Inga underarter finns listade i Catalogue of Life.